# Schloss Costaérès

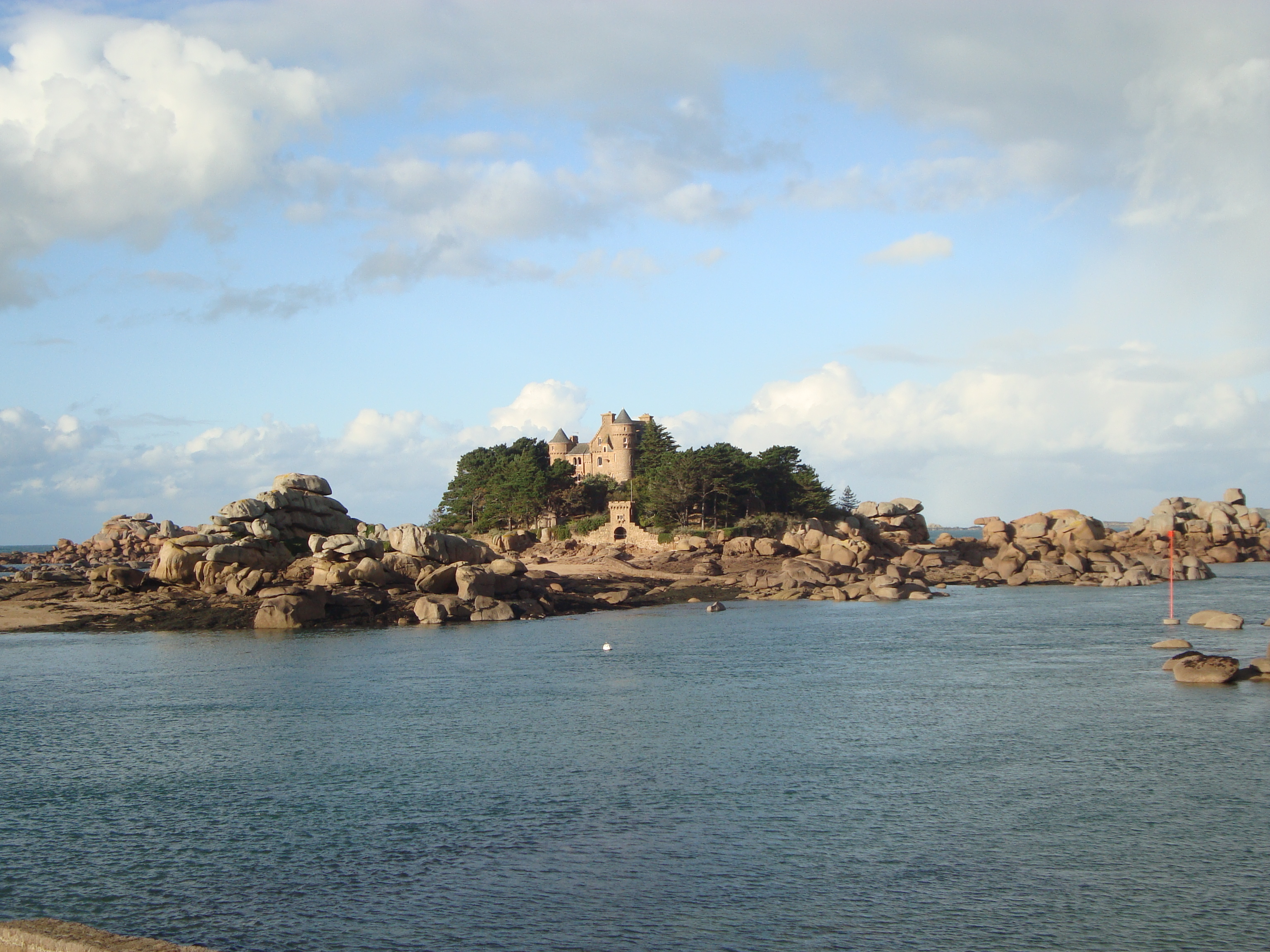
Die Insel und das Schloss Costaérès

Das Schloss Costaérès (französisch Château de Costaérès, bretonisch Kastell Kostaerez) ist ein neugotisches Schloss im Département Côtes-d’Armor in der Bretagne in Frankreich. Es steht auf einer Felseninsel gleichen Namens vor der Côte de Granit Rose, unweit des zur Gemeinde Perros-Guirec gehörenden Strandes von Ploumanac’h, aber noch auf dem Gebiet der Gemeinde Trégastel.

## Geschichte

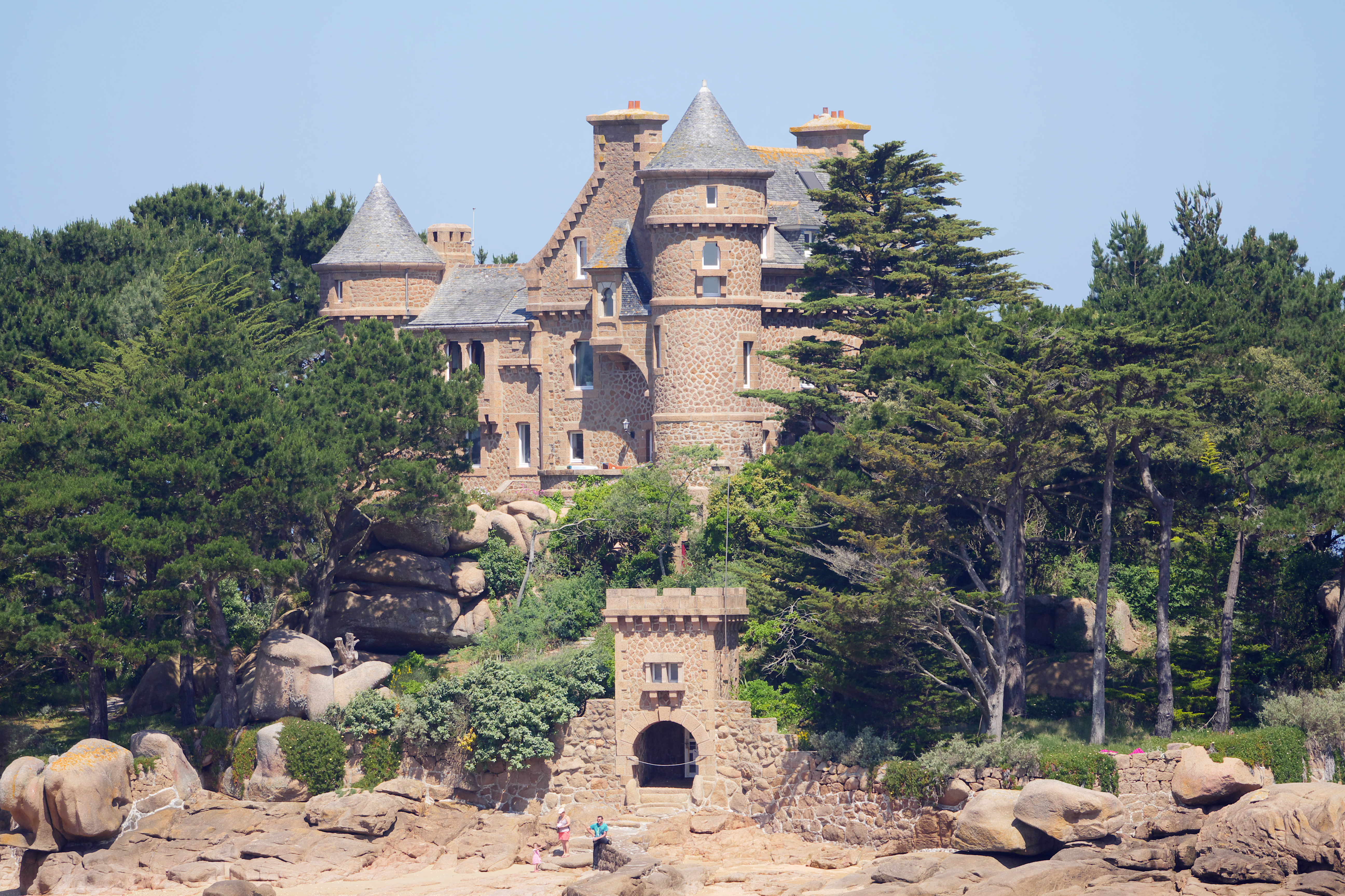
Eingangsbereich des Schlosses Costaérès in Ploumanac’h

Der repräsentative Bau wurde von 1892 bis 1896 als Wohnsitz des litauisch-polnischen Mathematikers, Elektroingenieurs und Erfinders Bruno Abdank-Abakanowicz im neugotischen Stil des Historismus nach dem Vorbild mittelalterlicher Burgen errichtet. Der Ausbau wurde erst nach seinem Tod fertiggestellt. Das Schloss war Treffpunkt vieler polnischer Emigranten wie Aleksander Gierymski,  Leon Wyczółkowski und des polnischen Literaturnobelpreisträgers Henryk Sienkiewicz. Sienkiewicz war eng mit Abakanowicz befreundet; sein 1895 erschienener Roman Quo Vadis entstand auf Schloss Costaérès.
Seit 1988 ist es Zweitwohnsitz des deutschen Schauspielers Dieter Hallervorden.
In Sichtverbindung dazu liegt gegenüber auf dem Festland ein Haus, das Albert Eiffel, Gustave Eiffels Sohn, 1903 als Sommerfrische erbaute.

## Belege
1. ↑   Schloss Costaérès. Abgerufen am 28. Oktober 2024.
2. ↑  Perros-Guirec, Ploumanac'h, Maison de villégiature dite Villa Ker Awel. 9. November 2017, archiviert vom Original am 9. November 2017; abgerufen am 5. April 2020.

Koordinaten: 48° 50′ 7″ N, 3° 29′ 33″ W